# Alexander Georgiev
Aleksandr Valentinovitsj Georgiev (em russo: Александр Валентинович Георгиев, Oblast de Novgorod, 17 de julho de 1975) é um jogador de damas, campeão mundial por três vezes e medalha de ouro nos Jogos Mundiais de Esportes Mentais em 2008.